# 松島斉
松島 斉（まつしま ひとし、1960年6月4日 - ）は、日本の経済学者。東京大学経済学部教授。学位は、経済学博士（東京大学・1988年）。Econometric Societyのフェロー。

## 来歴
東京都出身。1979年に駒場東邦中学校・高等学校を卒業し東京大学に入学。ゼミ選びの際には根岸ゼミや小林ゼミにも惹かれるが、在学中に知り合った神取道宏から宇沢ゼミを勧められて宇沢ゼミに入る。宇沢ゼミで扱っていたテーマへの興味が薄れる中で「情報の非対称性」という概念に出会い、レモン市場を分析したAkerlof 1970を読んでこれをゲーム理論と組み合わせることを着想し、経済学が生涯の研究対象に値すると感じる。これを基礎とした卒業論文により、2003年、当時新設された大内兵衛賞を受賞する。1988年に東京大学より経済学博士を取得。その後スタンフォード大学とプリンストン大学に留学する。
筑波大学助教授、東京大学助教授などを経て、2002年4月東京大学経済学部教授。2003年よりEconometric Societyのフェロー、2007年より同理事（Council）に就任。2004年に第10回日本経済学会中原賞受賞。
専門はゲーム理論。研究対象は理論経済学、ミクロ経済学、数理経済学、公共経済学、厚生経済学、企業経済、産業組織論、労働経済学、情報経済学、行動経済学など多岐に及ぶ。実験経済学を研究と教育にとりいれる。東京大学大学院在籍中に、ゲーム理論を使って、社会選択理論のルールのほとんどが実行可能になることを、世界で最初に示した。メカニズムデザインと繰り返しゲームの基礎研究を続ける。

## 著書

### 単著
- 『ゲーム理論はアート――社会のしくみを思いつくための繊細な哲学』(日本評論社, 2018年)
- 『わかりやすさのための制度設計――ゲーム理論と心理学の融合』(三菱経済研究所, 2018年)
- 『金融システムの行動ゲーム理論――バブルと危機』(三菱経済研究所, 2019年)
- 『サステナビリティの経済哲学』(岩波書店, 2024年)